# New Holland Construction
La New Holland Construction è una multinazionale che produce macchine movimento terra.

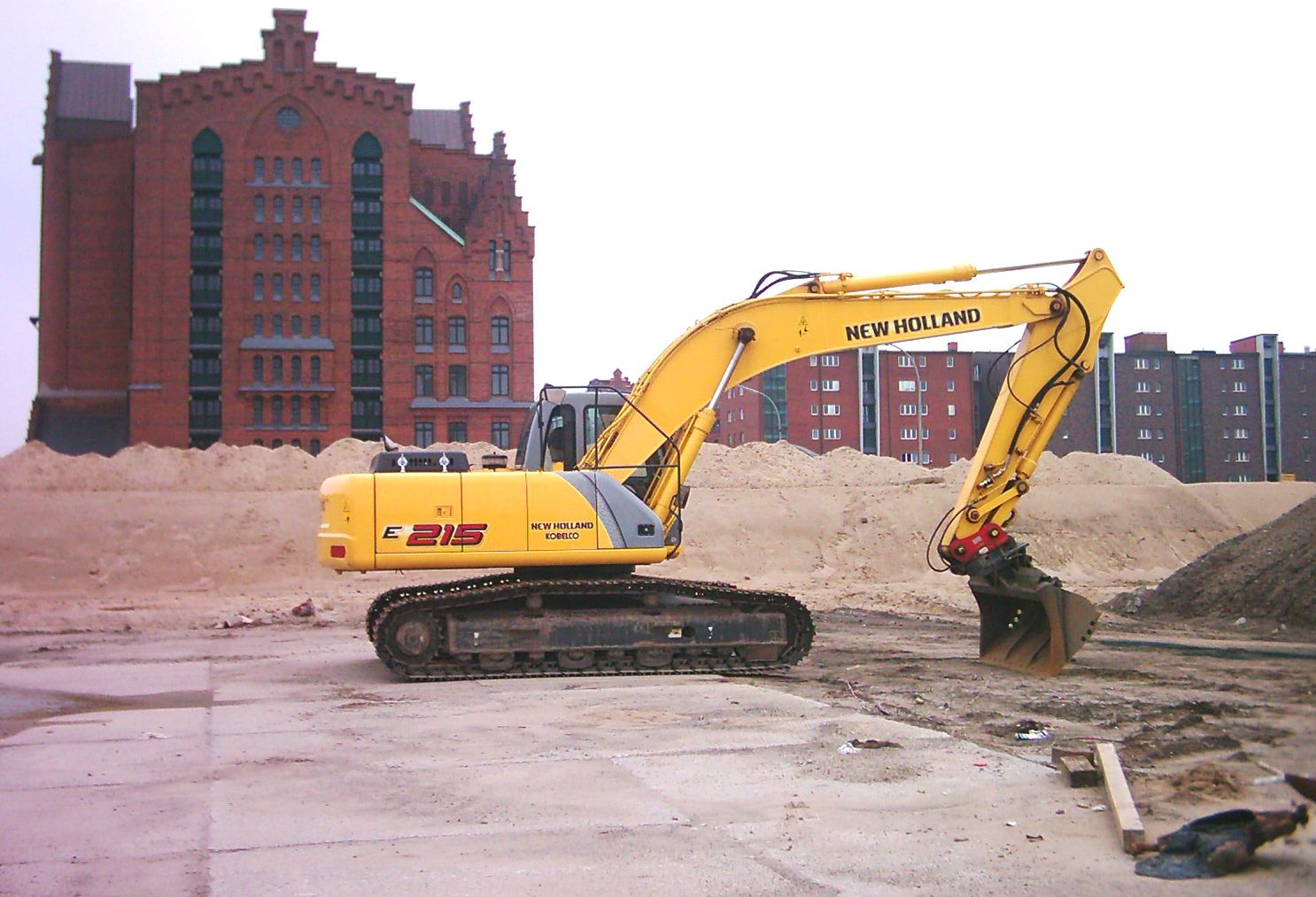
Escavatore New Holland E 215 da 23 tonnellate

## Storia
Nel 1987 la Fiat-Allis, costola della Fiat impegnata nella produzione di macchine movimento terra, stava attraversando una crisi commerciale, legata all'assenza di aggiornamenti tecnologici per alcune tipologie di macchine.
Buona parte del problema era legato all'assenza di ricerca e sviluppo tecnologico per linea degli escavatori cingolati, rimasta ferma agli anni settanta. Proprio in funzione di ciò i vertici aziendali decisero di stringere un'alleanza con la multinazionale giapponese Hitachi Construction Machinery per lo sviluppo di una moderna linea di escavatori, capace di competere con i modelli dei concorrenti. La joint-venture durò circa 15 anni, periodo nel quale operò la Fiat-Hitachi. Nel 2002 la rottura dell'accordo con Hitachi portò prima a una nuova joint venture con la giapponese Kobelco e poi alla creazione della New Holland Construction, nata dalla fusione di Fiat-Allis, Fiat Kobelco, O&K e New Holland, società del gruppo CNH Global, brand di Fiat Industrial.

## Modelli in produzione (lista parziale)
| Mini-escavatori      | New Holland E 10B  | New Holland E 35B  | New Holland E 50B  | New Holland E 55B  |                    |                    |                                   |                    |                    |                    |                    |
| Escavatori cingolati | New Holland E 135B | New Holland E 140C | New Holland E 175C | New Holland E 195C | New Holland E 215C | New Holland E 245C | New Holland E 245C "multifuncion" | New Holland E 265C | New Holland E 305C | New Holland E 385C | New Holland E 485C |
| Apripista            | New Holland D 150C | New Holland D 180  | New Holland D 180C | New Holland D 255  | New Holland D 350  |                    |                                   |                    |                    |                    |                    |
| Pale gommate         | New Holland W 130C | New Holland W 170C | New Holland W 190C | New Holland W 230C | New Holland W 270C | New Holland W 300C |                                   |                    |                    |                    |                    |
| Terne                | New Holland B 100C | New Holland B 110C | New Holland B 115C |                    |                    |                    |                                   |                    |                    |                    |                    |

## Fabbriche
Le fabbriche in cui CNH Industrial costruisce le macchine con il marchio New Holland sono:
| Città              | Paese       | Macchine prodotte                                         |
| ------------------ | ----------- | --------------------------------------------------------- |
| San Mauro Torinese | Italia      | Escavatori                                                |
| Belo Horizonte     | Brasile     | Motolivellatrici, Excavatori, Apripista                   |
| Berlino            | Germania    | Motolivellatrici e componenti                             |
| Lecce              | Italia      | Apripista, Sollevatori telescopici, Pale gommate, Terne   |
| Modena             | Italia      | Minipale gommate e cingolate, Miniescavatori e componenti |
| Wichita (Kansas)   | Stati Uniti | Minipale gommate e cingolate                              |

## Galleria d'immagini

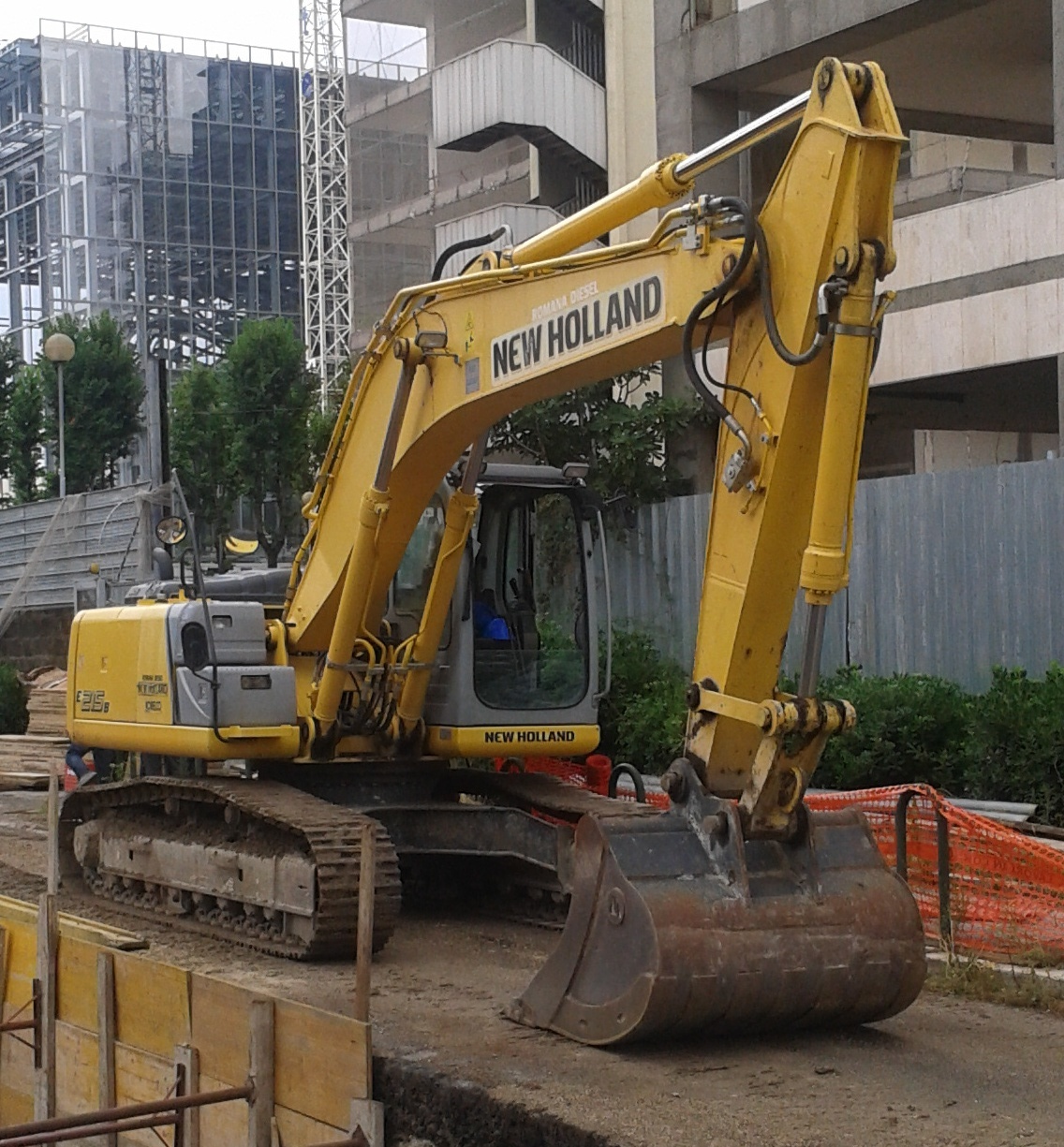
Un escavatore New Holland E 215B, seconda versione del noto escavatore E 215.
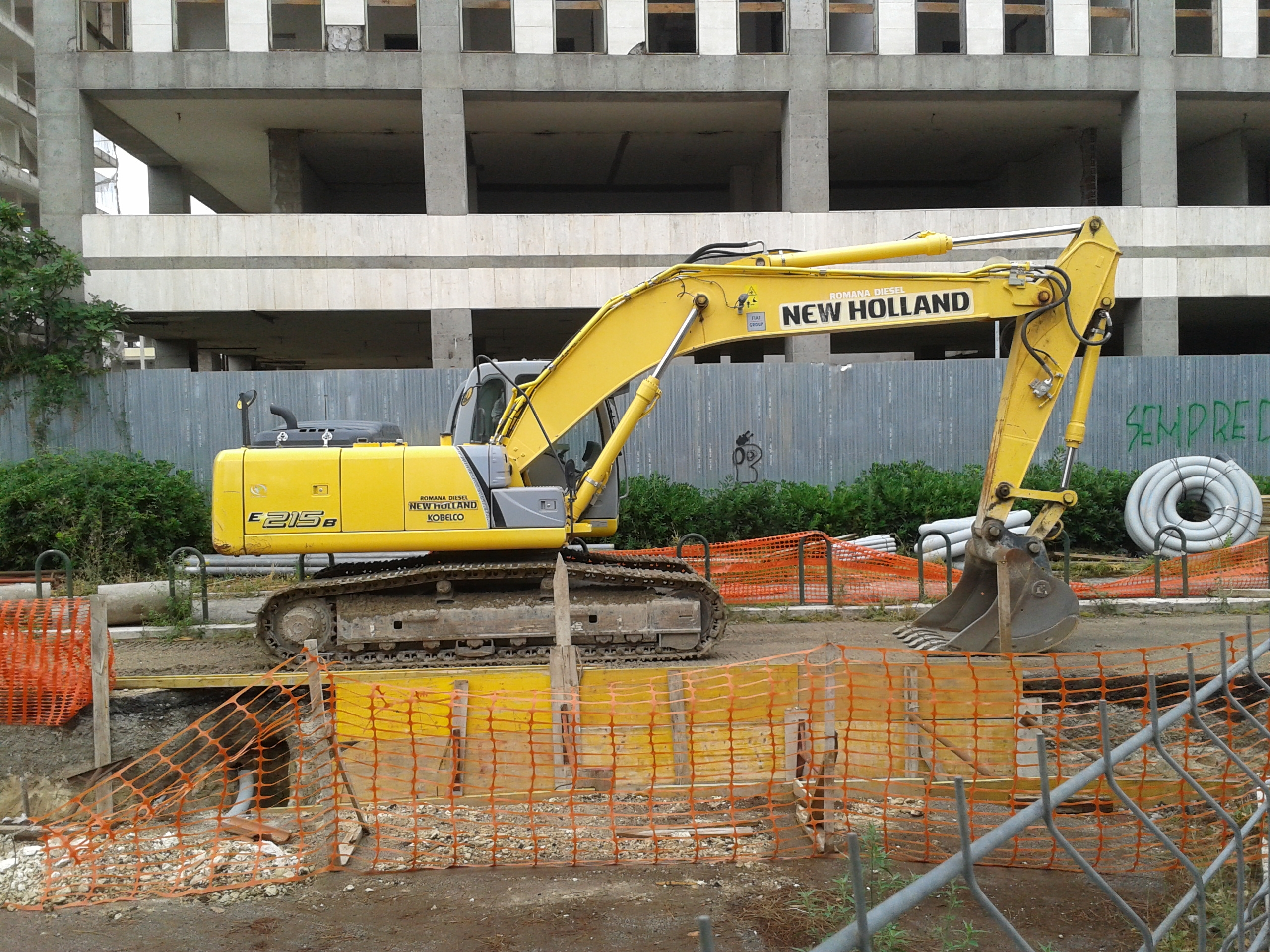
Un escavatore E 215B a Roma.
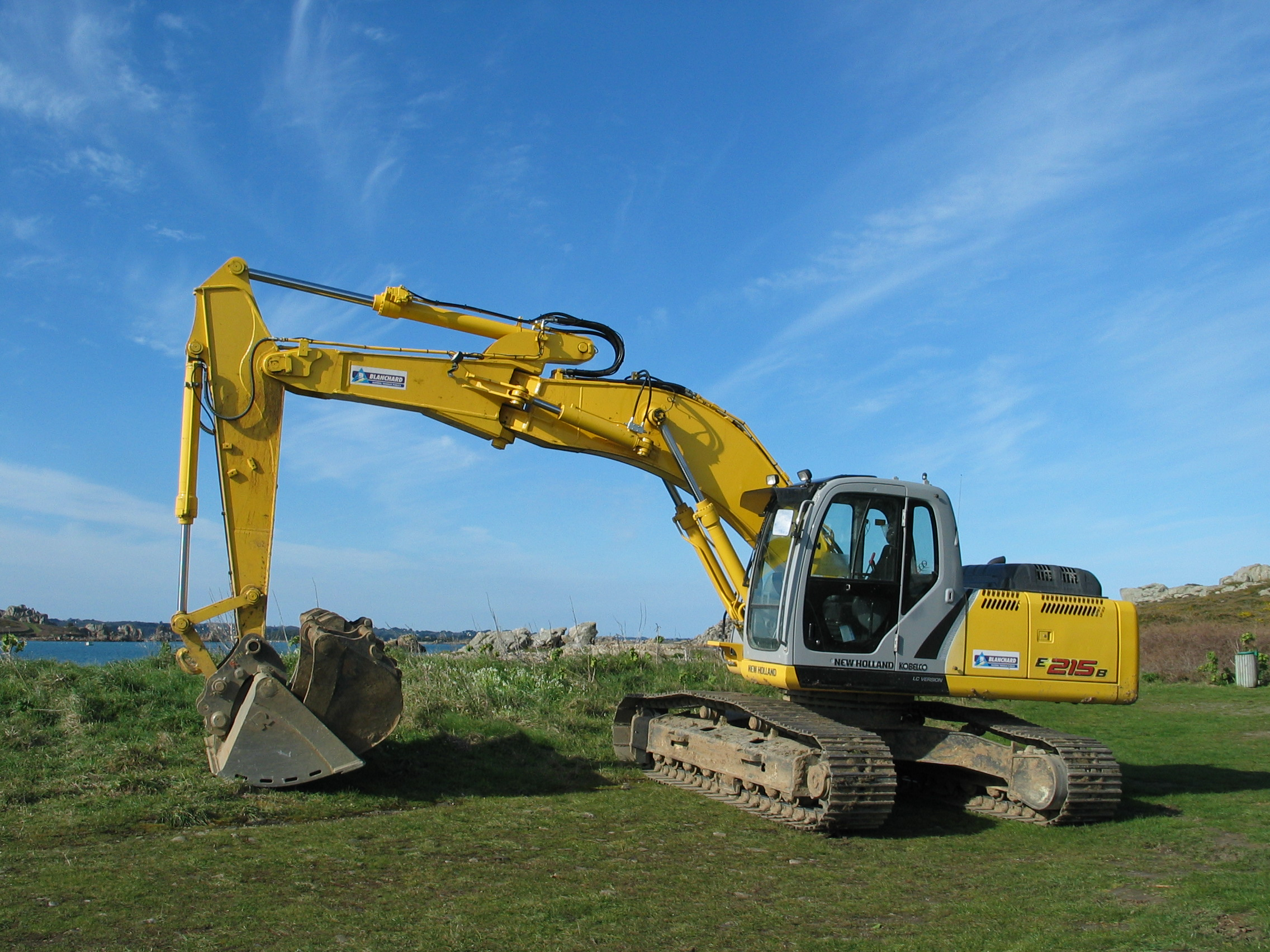
escavatore New Holland E 215B con braccio Deportè.
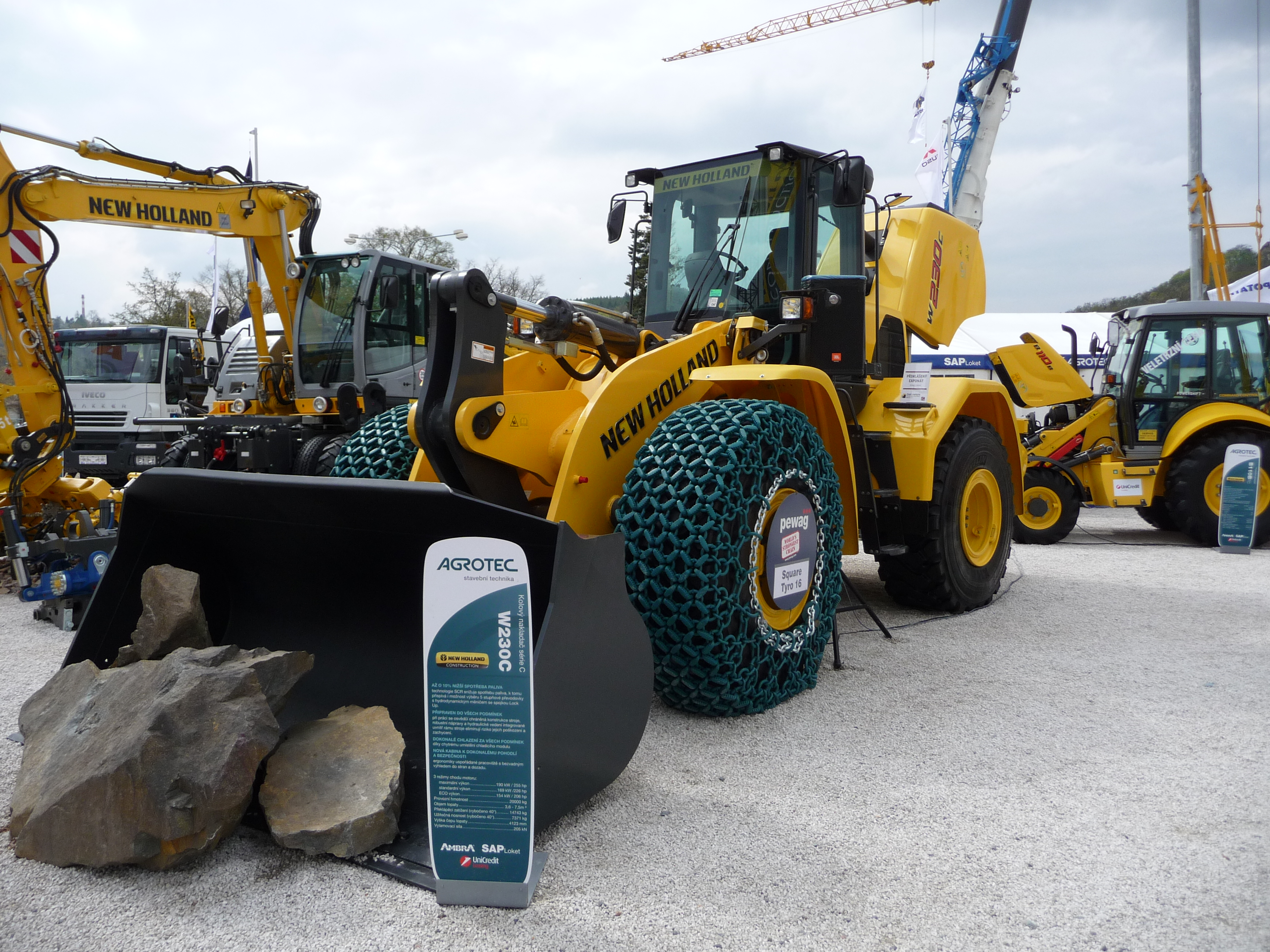
La pala gommata W 230C.
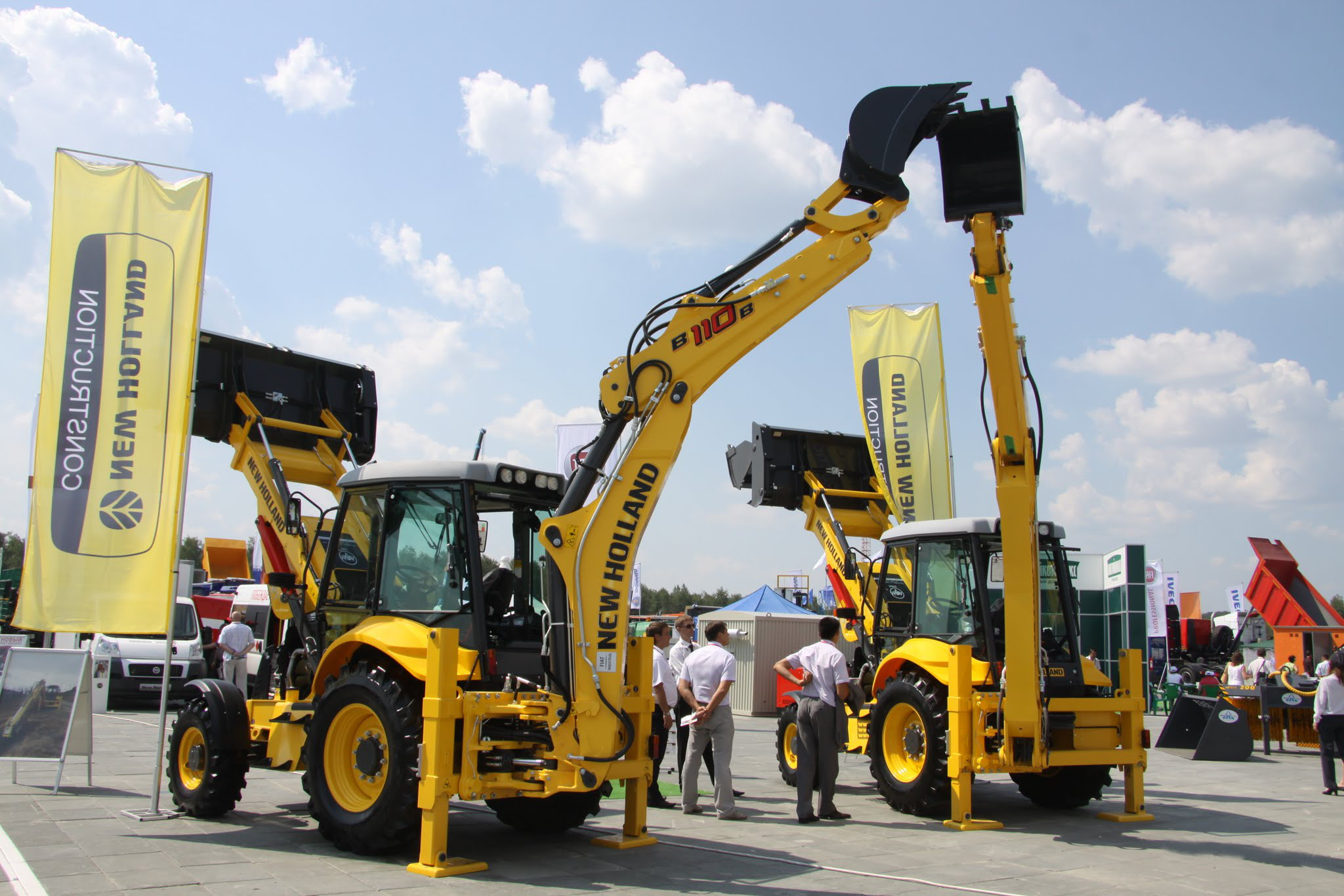
La terna New Holland  B 110B.